# Lakhon (Tanzdrama)

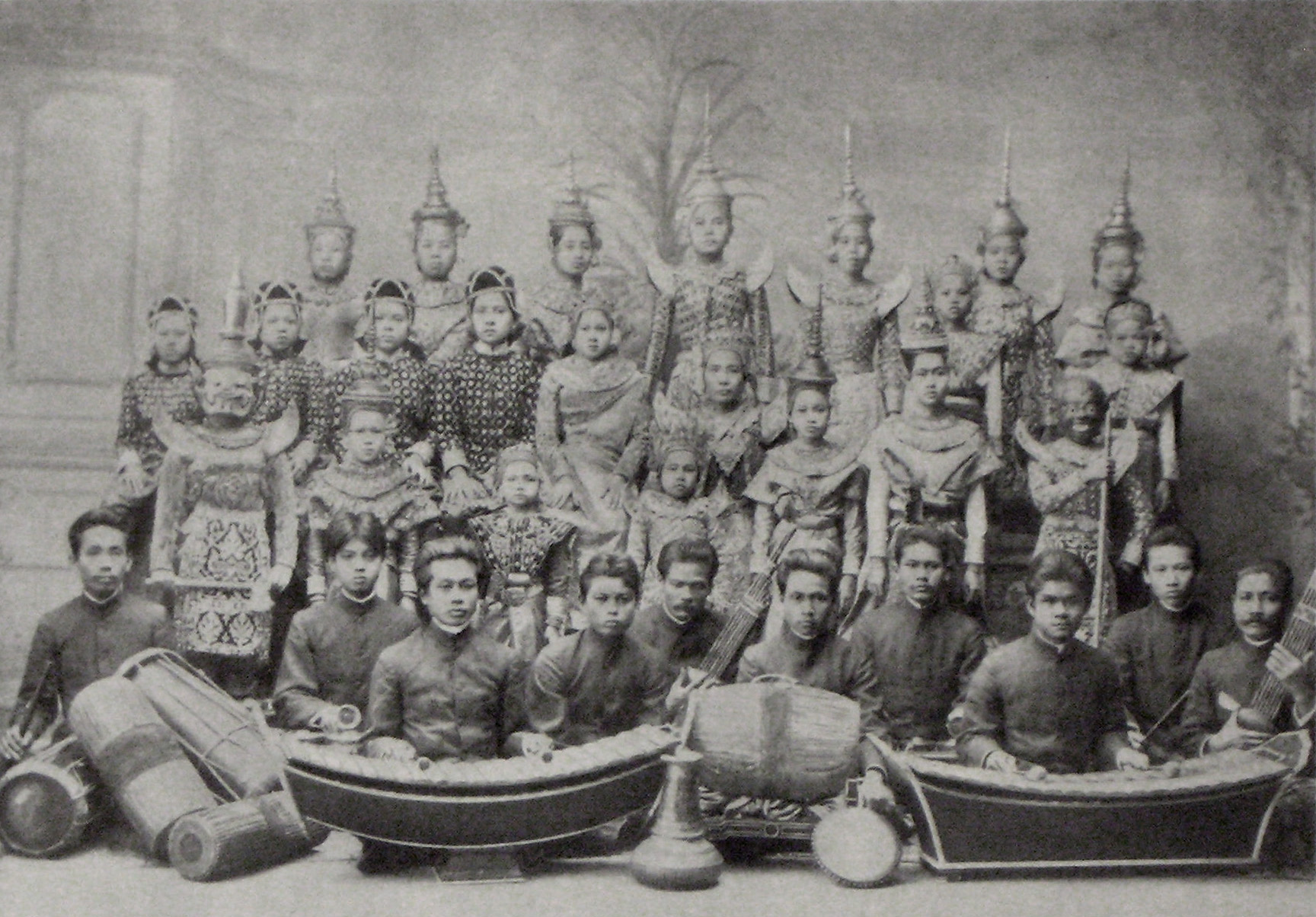
Eine siamesische Theater-Truppe um 1900

Lakhon (thailändisch ละคร [la.kʰɔːn], deutsch ‚Theaterstück‘, ‚Schauspiel‘, auch: lakorn) ist neben Khon (โขน) eine Form des klassischen Tanz-Dramas in Thailand.

## Arten des Lakhon
Es gibt drei verschiedene Arten des Lakhon:
- Lakhon Chatri, ละครชาตรี
- Lakhon Nai, ละครใน
- Lakhon Nok, ละครนอก

### Lakhon Chatri
Lakhon Chatri wird als die älteste Form der traditionellen Darstellenden Künste Thailands und möglicherweise sogar als die Urform thailändischer Tanzdramen angesehen. Die Bezeichnung Chatri ist das thailändische Wort für ‚Krieger‘, vom indischen Kshatriya stammend.
Bevor sie in Bangkok vorgestellt wurde, war Lakhon Chatri sehr populär im Süden Siams. Als König Taksin im Jahr 1769 einen Aufstand in Nakhon Si Thammarat befriedete, brachte er von dort unter anderem eine Lakhon-Chatri-Truppe mit nach Bangkok. 11 Jahre später ließ er die Lakhon-Chatri-Truppe des Regenten von Nakhon Si Thammarat nach Bangkok kommen, um bei einer Einweihungsfeier als Konkurrenz zu seiner eigenen Lakhon-Nai-Truppe zu spielen. Die Schauspieler taten sich zu einer Tanztruppe zusammen, die eine gewisse Berühmtheit erlangte.
Ursprünglich waren alle Schauspieler männlich, da es im Palast-Gesetz (กฎมนเทียรบาล Kot Monthian Ban, deutsch ‚Gesetz zum Unterhalt des Palastes‘) festgelegt war, dass nur der siamesische König eine Royal Female Dance-Drama Troupe unterhalten durfte. Erst König Mongkut hob mit dem Königlichen Tanz-Drama-Erlass von 1861 diese Einschränkung auf. Frauen wurden daraufhin ermutigt, als Tänzerinnen aufzutreten.

### Lakhon Nai
Lakhon Nai, wörtlich ‚Innen-Lakhon‘, wird alleine am königlichen Hof aufgeführt. Es wurde von den Siamesen nach einem Kriegszug im 15. Jahrhundert auf die Khmer-Hauptstadt Angkor vom dortigen Hof übernommen. Im 19. Jahrhundert wurde das Lakhon Nai selber zum Haupteinflussfaktor für das klassische Königliche Ballett von Kambodscha. Anfangs waren die Schauspieler Frauen aus dem Harem des Königs. Nur speziellen Gästen des Königs war es gestattet, Lakhon-Vorführungen beizuwohnen. Es gab keine männlichen Schauspieler, da es Männern nicht gestattet war, alleine mit den Frauen zu proben. Auch später wurden sowohl männliche wie weibliche Rollen von Frauen gespielt.

### Lakhon Nok
Lakhon Nok, wörtlich ‚Außen-Lakhon‘ – also etwa ‚Lakhon außerhalb des Königspalastes‘, war ein populäres Drama aus dem Süden des heutigen Thailand, welches aus dem Lakhon Chatri, der ältesten thailändischen Form des Tanzdramas, entstand. Im Gegensatz zum Lakhon Nai wurde es nur außerhalb des königlichen Hofes gespielt. Ursprünglich wurden sowohl männliche als auch weibliche Rollen von männlichen Schauspielern gespielt, Aufführungen beschränkten sich auf Tempel-Feste.
Lange Passagen, in denen nur getanzt wurde, findet man im Lakhon Nok nicht. Tanz wird nur bei dramatischen Momenten sparsam eingesetzt. Da das Publikum schnelle Aktion und verständliche Sprache wünschte und volkstümlich-derbe Komik bevorzugte, ging auch der religiöse Charakter der Aufführungen verloren. Nicht nur die unteren Bevölkerungsschichten erfreuten sich am Lakhon Nok, im 19. und 20. Jahrhundert wurden viele Stücke von Mitgliedern der königlichen Familie geschrieben. Das Repertoire bestand aus lokalen Legenden und den Jataka, Geschichten aus den früheren Leben des Buddha. Ein sehr populärens Lakhon-Nok-Stück war beispielsweise die Geschichte von Phra Lo, welche auf König Borommatrailokanat zurückgeht. Selbst Thailands National-Dichter Sunthon Phu schrieb „Phra Aphaimani“ für das Lakhon Nok.
Zu Zeiten seiner größten Popularität spielten nahezu 100 Casino-Theater in Bangkok Lakhon-Nok-Stücke. Viele professionelle Lakhon-Nok-Truppen spielten nur bis zum Zweiten Weltkrieg. Heute gibt es nur noch gelegentlich Aufführungen des thailändischen Nationaltheaters.

## Inhalte des Lakhon

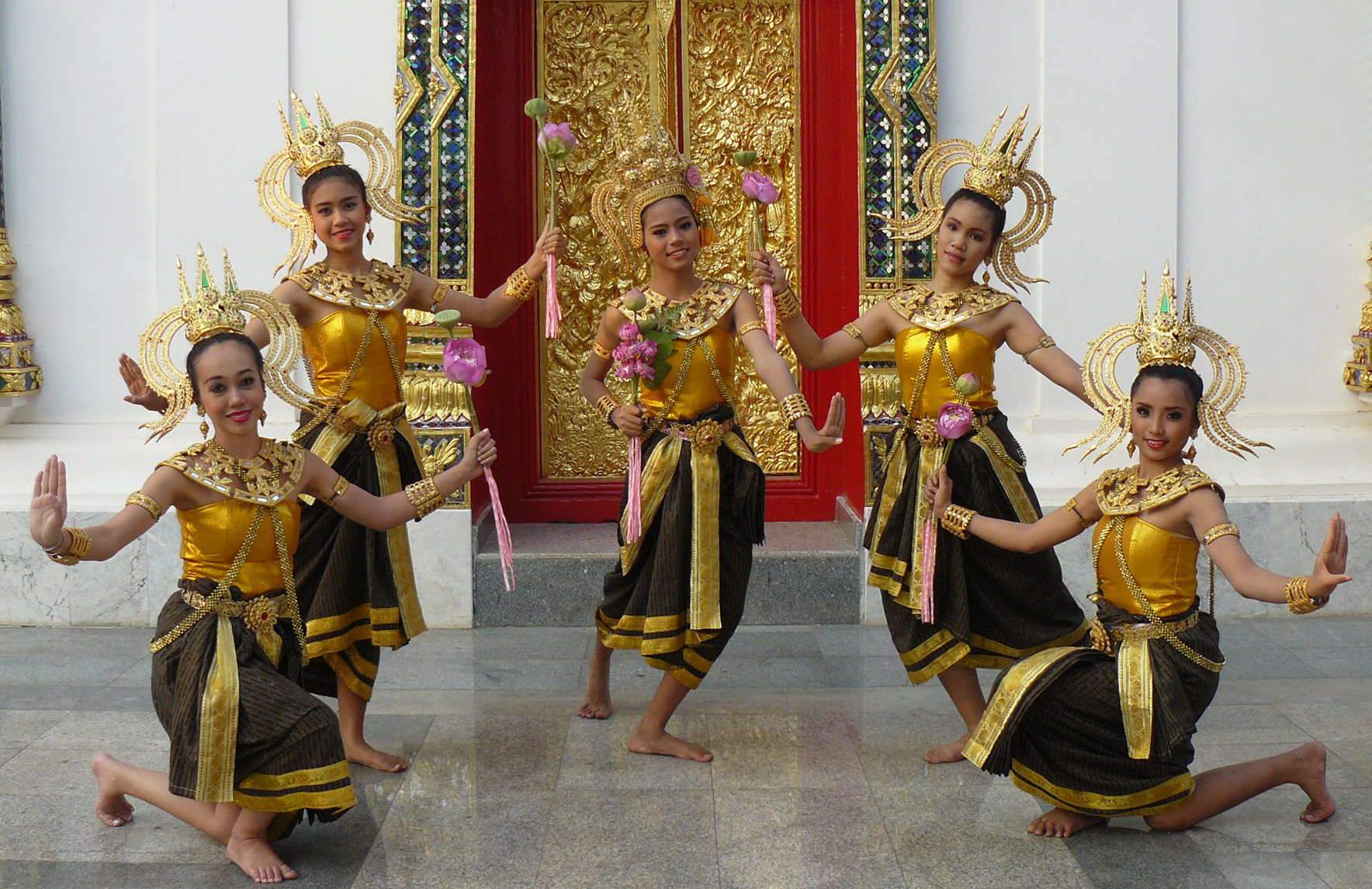
Kostüme moderner thailändischer Tänzer

Lakhon ist mit einem westlichen Theaterstück nur bedingt zu vergleichen: vor der Bühne sitzende Erzähler tragen einen meist episch-breiten Text vor, während die Schauspieler diesen pantomimisch darstellen. Dialoge werden von den Schauspielern nur selten gesprochen. Der Vortrag wird von Musikern eines wie beim Schattenspiel Nang Yai kleinen Pi Phat-Ensembles begleitet. Bei beiden Theaterformen werden Sprechstimmen von Musik begleitet. Im Maskendrama Khon werden längere Passagen ohne Text aufgeführt, weshalb dort ein größeres Pi Phat-Ensemble benötigt wird. Im Lakhon Nai wird dasselbe größere Ensemble wie beim Khon eingesetzt.
Die Schauspieler auf der Bühne tanzen mit synchronen Bewegungen choreographierte Muster. Kleine Schritte und anmutige Armbewegungen fließen von einer Pose zur nächsten. Im Lakhon Nai wurde der robuste und wenig raffinierte Stil des Lakhon Nok durch einen langsameren, eleganteren Stil ersetzt, der am Hofe eher Gefallen fand. Die Tänzerinnen entwickelten mit der Zeit eine Art komplexes Tanzalphabet: Gesten und Bewegungen wurden zu Symbolen von Emotionen und Aktionen.
Die Kostüme der Tänzer bestehen aus einem hohen, goldenen Kopfputz, welcher mit farbigem Mosaik besetzt ist. Sie sind barfuß und tragen goldene Armbänder. Ihre ärmellosen Kleider bestehen aus kreuzweise übereinandergelegtem Stoff und einem Sarong-ähnlichen Rock, der vorne mehrfach gefaltet und von einem Metallgürtel gehalten ist.
Die Themen der Stücke wurden aus den großen asiatischen Epen, wie Ramakian, dem Unarut (Aniruddha) oder dem auf ostjavanische Ursprünge zurückzuführende Inao entnommen. Inao ist die thailändische Version der Geschichten um Prinz Panji, der seine wunderschöne Braut nach vielen Abenteuern zurückerobert. König Rama II. selbst hatte für das Lakhon Nai eine hochgelobte Version des Inao geschrieben. Texte, die bei Aufführungen des Lakhon Nai verwendet wurden, waren für die Aufführung des Lakhon Nok verboten. Diese Regelung galt noch bis zur Zeit von König Mongkut.

## Historisches Zeugnis
Der französische Diplomat Simon de La Loubère, der sich 1687 als französischer Gesandter in Ayutthaya am Hofe von König Narai aufhielt, beschrieb 1693 in seinem Buch Description du royaume de Siam ‚Beschreibung des Königreichs Siam‘ im Kapitel „Von den Schauspielen und anderen Vergnügungen der Siamesen“:

„Die Siamesen haben drey Arten von theatralischen Schauspielen. Was sie Cône nennen, ist ein Tanz in mehreren Auftritten, unter dem Schalle der Violin und einiger andern musikalischen Instrumente. […] Das Schauspiel, welches sie Lacône nennen ist ein episch=dramatisches Gedicht, das drey Tage von acht Uhr des Morgens bis sieben Uhr des Abends fortdauert. Es besteht aus ernsthaften Geschichten in Versen, welche von mehrern Akteurs abgesungen werden, die abwechselnd singen. Einer von ihnen spielt die Rolle eines Geschichtschreibers, und die anderen die Rollen der Personen, welche die Geschichte reden läßt; aber das sind lauter Mannspersonen und keine Weiber. Der Rabam ist ein Doppeltanz zwischen Männern und Weibern, der nicht kriegerisch, sondern galant ist. […]“

Anmerkung: Cône = Khon, Maskentanz; Lacône = Lakhon